# 天博大律師事務所
天博大律師事務所（Temple Chambers）是位於香港金鐘的大律師事務所。現任首席成員為石永泰資深大律師。 

## 著名成員

### 司法機構
前資深大律師以 (*) 標示

#### 終審法院
- *前終審法院首席法官馬道立[5][6][7]
- *終審法院常任法官李義[8]
- *終審法院常任法官霍兆剛[9]

#### 高等法院上訴法庭
- 袁家寧前法官[10][11]
- *鮑晏明法官
- 區慶祥法官
- *林雲浩法官[12]
- *周家明法官[13]

#### 高等法院原訟法庭
- 王式英前法官
- *芮安牟前法官
- *吳嘉輝法官
- *黃國瑛法官
- *高浩文法官
- *陳靜芬法官
- *鄭蕙心法官
- 徐韻華法官

#### 區域法院
- 蔡慧蘭前法官
- 周昭雯法官

### 政府（行政及立法機構）
- 前律政司（1988–1993）唐明治資深大律師
- 前律政司司長（2005–2012）黄仁龍資深大律師[14][15]
- 前律政司司長（2012–2018）袁國强資深大律師[16][17][18][19]
- 前行政會議非官守成員（2005-2009）、醫院管理局主席（2009至今）范鴻齡
- 前立法會議員（2004-2015）、行政會議非官守成員（2017至今）湯家驊資深大律師[20][21]

### 其他
- 前大律師公會主席石永泰資深大律師
- 前監警會主席翟紹唐資深大律師
- 前大律師公會主席、證券及期貨事務監察委員會非執行董事杜淦堃資深大律師[22]
- 選舉管理委員會委員文本立資深大律師[23]
- 金融發展局主席李律仁資深大律師[24]

## 外部連結
1. ↑  頭條日報. . 頭條日報 Headline Daily.   [2022-04-20] （zh-yue-Hant-HK）.
2. ↑  多维新闻. . 多维新闻. 2017-04-19  [2022-04-20] （中文（简体））.
3. ↑  司法人員推薦委員會 2016 年報告https://www.judiciary.hk/doc/zh/publications/jorc_report2016c.pdf （页面存档备份，存于）
4. ↑  on, S. J. . StealJobs.com 優越工作情報網. 2015-02-06  [2022-04-20]. （原始内容存档于2019-09-14） （美国英语）.
5. ↑  . www.hkcfa.hk.   [2022-04-20]. （原始内容存档于2022-04-20）.
6. ↑  . 眾新聞.   [2022-04-20]. （原始内容存档于2022-01-11） （中文）.
7. ↑  . 香港新浪.   [2022-04-20] （中文（香港））.
8. ↑  頭條日報. . 頭條日報 Headline Daily.   [2022-04-20]. （原始内容存档于2021-05-15） （zh-yue-Hant-HK）.
9. ↑  . www.hkcfa.hk.   [2022-04-20]. （原始内容存档于2018-06-09）.
10. ↑  頭條日報. . 頭條日報 Headline Daily.   [2022-04-20]. （原始内容存档于2020-10-18） （zh-yue-Hant-HK）.
11. ↑  . Sing Tao Daily 星島日報加拿大. 2020-10-12  [2022-04-20]. （原始内容存档于2020-10-14） （中文（臺灣））.
12. ↑  . www.bastillepost.com. 2021-06-08  [2022-04-20].
13. ↑  . 每日明報.   [2022-04-20].
14. ↑  . hk.news.yahoo.com.   [2022-04-20] （中文（香港））.
15. ↑  . hk.news.yahoo.com.   [2022-04-22] （中文（香港））.
16. ↑  . RFI - 法國國際廣播電台. 2017-11-23  [2022-04-20]. （原始内容存档于2020-01-16） （中文（繁體））.
17. ↑  . hkcd.com.   [2022-04-20]. （原始内容存档于2020-02-25）.
18. ↑  胡家欣. . 香港01. 2017-04-19  [2022-04-20]. （原始内容存档于2019-06-14） （中文（香港））.
19. ↑  . 東周網【東周刊官方網站】Eastweek.com.hk.   [2022-04-20]. （原始内容存档于2018-08-22） （中文（臺灣））.
20. ↑  周皓宜. . 香港01. 2021-10-12  [2022-04-20]. （原始内容存档于2022-04-20） （中文（香港））.
21. ↑  星島日報. . std.stheadline.com.   [2022-04-20]. （原始内容存档于2022-04-20） （中文（香港））.
22. ↑  證券及期貨事務監察委員會. . 2021年11月16日  [2022-05-03]. （原始内容存档于2022-07-25）.
23. ↑  鄭寶生. . 香港01. 2023-09-22  [2024-02-17]. （原始内容存档于2024-02-17） （中文（香港））.
24. ↑  鄭榕笛. . 香港01. 2019-04-15  [2022-05-03]. （原始内容存档于2022-08-14） （中文（香港））.